# Архангельский, Михаил Юрьевич
Михаи́л Ю́рьевич Арха́нгельский (29 октября 1948, Москва — 15 июля 2019, там же) — советский и российский шахматист, мастер спорта СССР (1981), международный мастер, международный мастер ИКЧФ (1991), международный арбитр ИКЧФ (1994). Шахматный журналист и функционер.

## Биография
Спортивных успехов добился в игре по переписке. Участвовал в 14-м и 15-м чемпионатах СССР. По итогам 14-го чемпионата получил серебряную медаль (разделил 2—3 места с А. А. Цамрюком и опередил его по дополнительным показателям; чемпионом страны стал Б. Н. Постовский) Участвовал в отборочных соревнованиях 14-го чемпионата мира.
Окончил факультет журналистики МГУ. Работал журналистом в Гостелерадио. Стал чемпионом Гостелерадио по шахматам. Затем работал редактором в издательстве «Физкультура и спорт», подготовил к публикации большое количество книг. Позже перешёл на работу в Шахматную федерацию СССР. С 1988 по 1991 гг. был государственным тренером по заочным шахматам. С 1993 по 1999 гг. был членом президиума Российской ассоциации заочных шахмат. В 2000-е гг. работал в ФШР. После смерти Е. А. Васюкова возглавлял комиссию ветеранов ФШР.

## Книга
- Играй по переписке! — M.: ФиС, 1985. — 80 с. — (Библиотечка шахматиста).

## Изменения рейтинга
| График не отображается по техническим причинам. Чтобы исправить это, воспроизведите график в новом формате, если это возможно. |